# Lissonota trichota
Lissonota trichota là một loài tò vò trong họ Ichneumonidae.